# Relações entre Arábia Saudita e China
As relações entre Arábia Saudita e China são as relações diplomáticas estabelecidas entre o Reino da Arábia Saudita e a República Popular da China. Em comparação com a histórica relação entre Arábia Saudita e Estados Unidos, a parceria com a China é relativamente recente.
Durante a Guerra Fria, os sauditas desconfiavam da "expansão comunista" no Oriente Médio, já que Riad era um estado firmemente anti-comunista. A Arábia Saudita foi a última nação árabe a reconhecer oficialmente a República Popular da China, quando o fez em 1990. Foi a demanda energética que realmente cultivou o relacionamento bilateral entre os dois países.
Em 1999, o presidente Jiang Zemin tornou-se o primeiro Chefe de Estado chinês a visitar a Arábia Saudita, onde assinou um acordo de cooperação estratégica na área petrolífera.
Desde então, têm ocorrido inúmeras visitas diplomáticas entre os altos dirigentes de ambos os países, mas o âmbito da cooperação concentrou-se principalmente em energia. O comércio teve um aumento de cerca de US $ 1 bilhão em 1990 para mais de US $ 70 bilhões até 2013, ultrapassando o comércio bilateral entre a Arábia Saudita e os Estados Unidos. A China é o maior comprador de petróleo da Arábia Saudita e a Arábia Saudita, por sua vez, é o maior fornecedor de petróleo para a China.
O reforço dos laços econômicos entre sauditas e chineses vem cada vez mais sendo correspondidos com uma maior cooperação política e de segurança. De 2008 a 2011, a China vendeu US $ 700 milhões em armamentos para a Arábia Saudita. Também foi relatado que a China vendeu sistemas de armas que poderiam auxiliar a Arábia Saudita em um possível ataque do Irã, incluindo os mísseis balísticos de alcance intermediário DF-21.